# Phileris anae
Phileris anae là một loài ruồi trong họ Asilidae. Phileris anae được Tsacas & Weinberg miêu tả năm 1976. Loài này phân bố ở vùng Cổ Bắc giới.